# AAA Championships
Gli AAA Championships erano una competizione nazionale di atletica leggera, organizzata annualmente dalla Amateur Athletic Association per il Regno Unito.
Pur essendo organizzati dalla federazione inglese, la competizione aveva la valenza di campionato britannico, essendo aperta a tutti gli atleti del Regno Unito. Dal 2007 gli AAA Championships sono stati sostituiti dai campionati britannici di atletica leggera.